# ادزورلد
ادزورلد یا دنیای اد (به انگلیسی: Eddsworld) یک مجموعهٔ اینترنتی پویانمایی فلش دوبعدی بریتانیایی ساخته‌شده توسط اد گولد می‌باشد.